# دانشگاه ولی‌عصر رفسنجان
دانشگاه ولی عصر یا دانشگاه رفسنجان یک دانشگاه دولتی در شهر رفسنجان، استان کرمان و در زمینی به مساحت ۵۰۰ هکتار بنا گردیده است. و در سال ۱۳۶۹ خورشیدی تأسیس شده است. در حال حاضر ۹۳۰۰ دانشجو و ۳۹۰ استاد در این مرکز مشغول فعالیت می‌باشند. بر اساس تحلیلهای انجام شده این مرکز تاکنون ۳۸۳۰ مقاله علمی در نشریات و همایشهای داخلی منتشر نموده است. علاوه بر این تاکنون ۱۶۱۷ مقاله معتبر بین‌المللی نیز از این مرکز استخراج شده است. در سال ۱۴۰۱ پژوهشگران دانشگاه ولی عصر رفسنجان بیشترین مقالات خود را با کلیدواژه‌های «پایداری» و «مجتمع مس سرچشمه» منتشر نموده‌اند.

## درباره
دانشگاه ولی‌عصر شامل شش دانشکده علوم پایه، ریاضی و کامپیوتر، فنی و مهندسی، کشاورزی، ادبیات و اقتصاد و مدیریت است و دانشجویان می‌توانند در این دانشگاه در رشته‌هایی چون ریاضی محض، ریاضی کاربردی، آمار، علوم کامپیوتر، مهندسی کامپیوتر، مهندسی مکانیک، مهندسی برق، فیزیک، ادبیات فارسی، زبان و ادبیات انگلیسی، مترجمی زبان انگلیسی، حسابداری، علوم قرآن، مدیریت و حدیث، اقتصاد اسلامی، تربیت بدنی و علوم ورزشی، باغبانی، خاک‌شناسی، گیاه‌پزشک، زراعت و مهندسی عمران در مقطع کارشناسی، رشته‌های ریاضی محض گرایشهای جبر، آنالیز و هندسه، ریاضی کاربردی، فیزیک حالت جامد فوتونیک گرایش لیزر، شیمی گرایشهای آلی و تجزیه، زبان و ادبیات انگلیسی، حسابداری، مهندسی کشاورزی گرایشهای علوم باغبانی، حشره‌شناسی، زراعت و خاکشناسی در مقطع کارشناسی ارشد و رشته ریاضی در مقطع دکتری به تحصیل علم بپردازند.

## رشته‌های دانشگاهی ارائه‌شده در دانشگاه

### علوم پایه
- فیزیک
- شیمی

فیزیک مهندسی

### فنی و مهندسی
- مهندسی کامپیوتر
- مهندسی مکانیک
- مهندسی برق
- مهندسی عمران
- مهندسی شیمی
- مهندسی معدن

### علوم ریاضی
- ریاضی
- علوم کامپیوتر
- آمار

### ادبیات و علوم انسانی
- زبان و ادبیات فارسی
- علوم قرآن و حدیث
- علوم ورزشی
- فلسفه و کلام اسلامی
- معارف اسلامی و حقوق

### کشاورزی
- ژنتیک و تولید گیاهی
- علوم و مهندسی آب
- علوم و مهندسی خاک
- گیاه‌پزشک

### علوم اداری و اقتصاد
- حسابداری
- علوم اقتصاد
- مدیریت

### علوم انسانی حضرت نرجس
- الهیات و معارف اسلامی
- زبان و ادبیات

### زبان‌های خارجی
- زبان و ادبیات انگلیسی
- زبان و ادبیات عربی
- زبان‌شناسی
- مطالعات ترجمه

### ایران‌شناسی
- ایران‌شناسی
- گردشگری
- زبان‌شناسی

## روسای دانشگاه
| نام رئیس           | سال شروع | سال پایان  |
| علیرضا بهرام پور   | ۱۳۶۹     | ۱۳۷۹       |
| محمدعلی دهقان      | ۱۳۷۹     | ۱۳۸۳       |
| علیرضا بهرام پور   | ۱۳۸۳     | ۱۳۸۴       |
| مهدی ابراهیمی نژاد | ۱۳۸۴     | ۱۳۸۹       |
| رضارنجبرکریمی      | ۱۳۸۹     | ۱۳۹۳       |
| محمدعلی دهقان      | ۱۳۹۳     | ۱۳۹۷       |
| حسن رنجبر عسکری    | ۱۳۹۷     | ۱۴۰۰       |
| رضا رنجبر کریمی    | ۱۴۰۰     | ادامه دارد |